# P̃
P̃ (lub mała litera p̃) – litera rozszerzona alfabetu łacińskiego. Litera składa się z litery P oraz umieszczonej nad nią tyldy.
Litera ta jest używana w kilku językach, między innymi w języku staroangielskim.